# Venasca
Venasca (en français Vénasque) est une commune de la province de Coni dans le Piémont en Italie.

## Administration
| Période                                  | Période  | Identité        | Étiquette | Qualité |
| ---------------------------------------- | -------- | --------------- | --------- | ------- |
| 14 juin 2004                             | En cours | Dario Ballatore |           |         |
| Les données manquantes sont à compléter. |          |                 |           |         |

### Hameaux
Bonelli, Bricco, Collino, Miceli, Peralba, Rolfa

### Communes limitrophes
Brondello, Brossasco, Isasca, Pagno, Piasco, Rossana, Valmala